# 卡布奇诺
卡布奇诺（義大利語：Cappuccino）是原产意大利的一种带泡沫的咖啡。

## 特点
卡布奇诺與拿鐵咖啡的差別在於牛奶和奶泡的比例不同。調法是濃縮咖啡、鮮奶與奶泡各1：1：1。首先倒入濃縮咖啡，然后淋上热奶，並將奶泡倒入即完成。很多地方做法的卡布奇諾會在奶泡上灑上些許肉桂粉、可可粉或是橙橘檸檬類的果皮絲用以装饰或增加風味。

## 饮用
在意大利，卡布奇诺通常被视作早餐饮品，而浓缩咖啡则被认为适合在一天中任何时候饮用。

## 咖啡因含量
咖啡因含量均值：
- 小杯（240cc）：75毫克
- 中杯（360cc）：75毫克
- 大杯（480cc）：150毫克

通常供应量是以“份”（shot）来计算。通常一份為30毫升，咖啡因比例：75毫克。
低咖啡因（decaffeinated）含量均值：
- 小杯：3毫克
- 中杯：3毫克
- 大杯：6毫克

## 图集

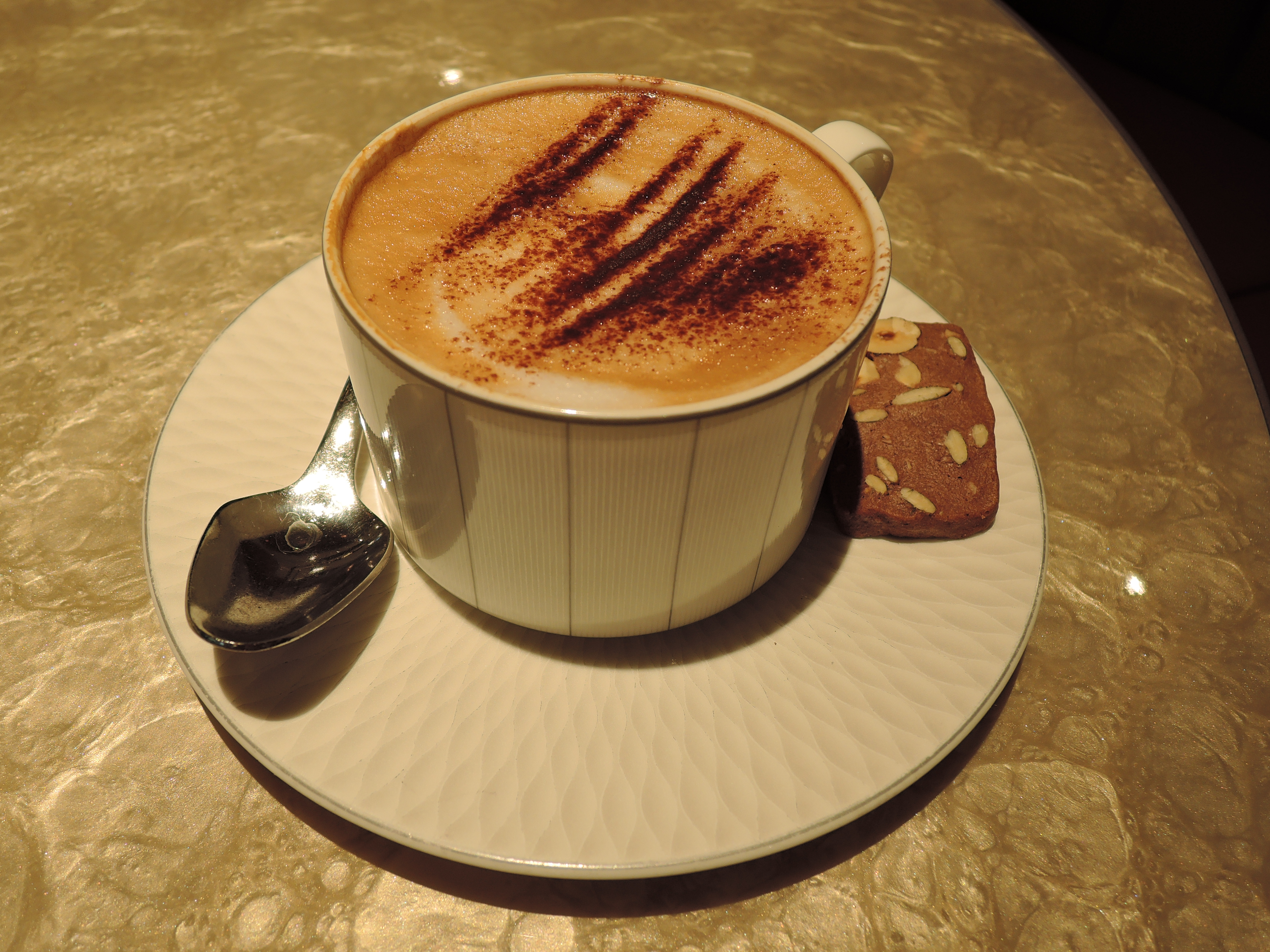
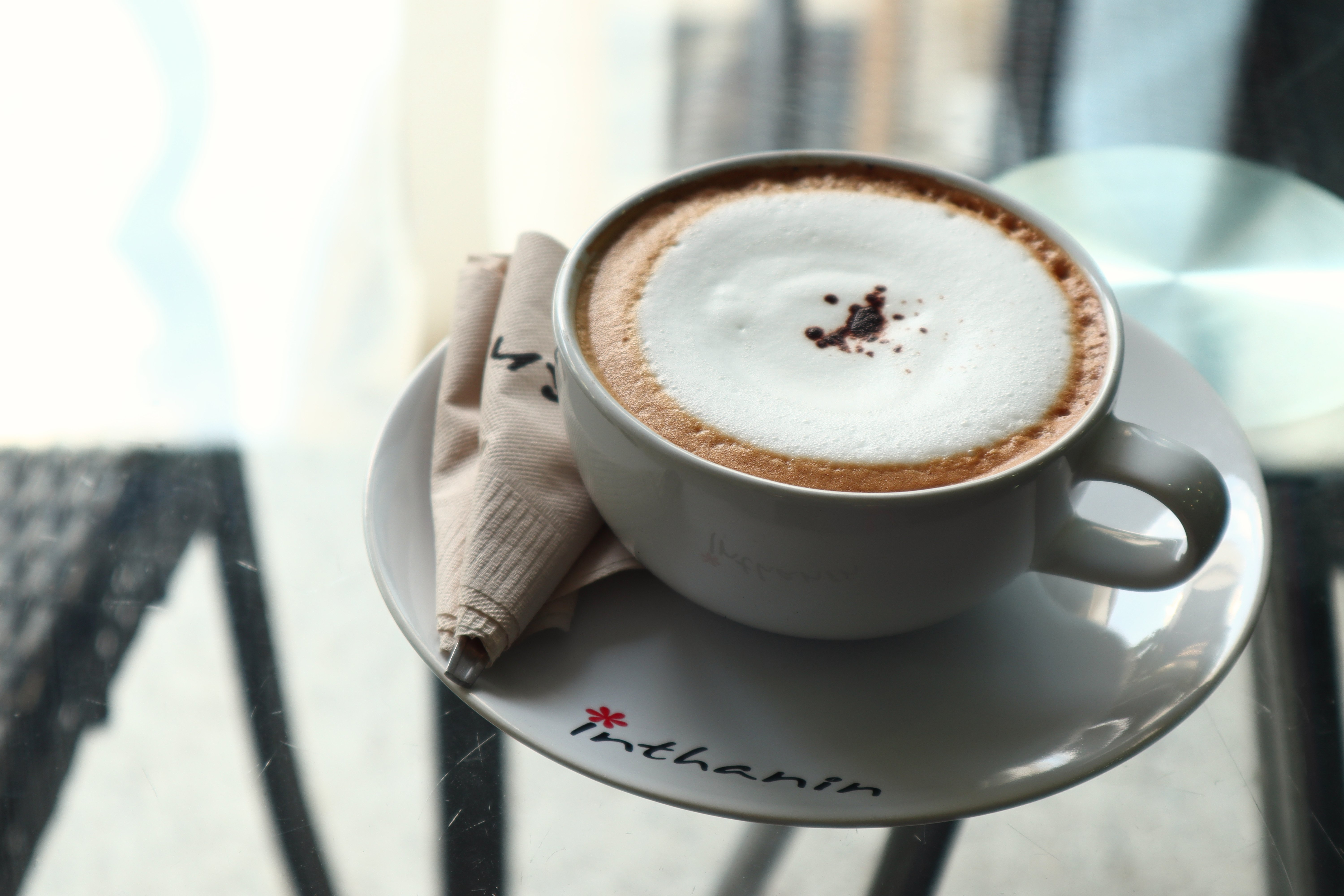
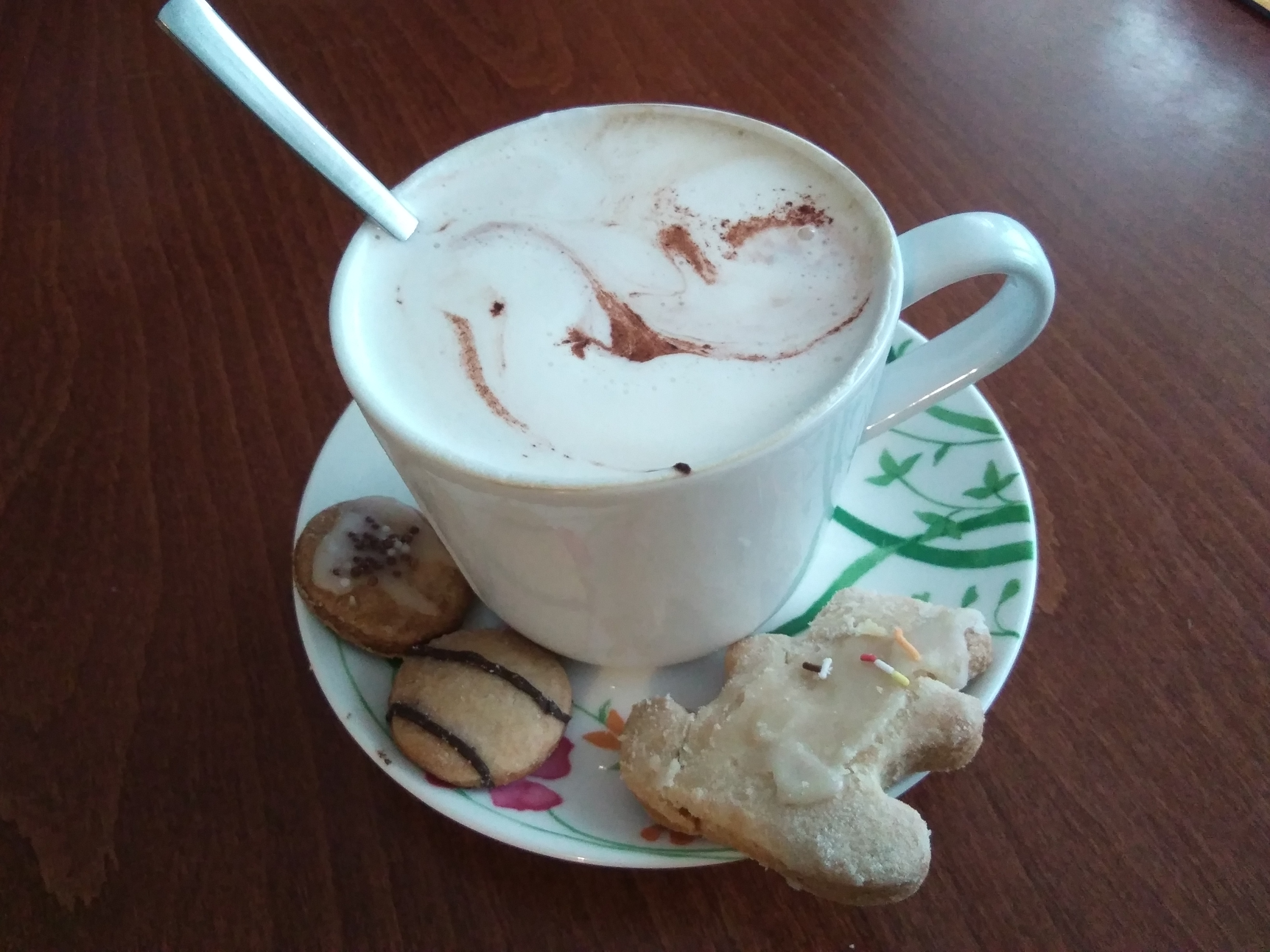